# Елевтерна
35°19′14.53″ пн. ш. 24°39′51.52″ сх. д. / 35.3207028° пн. ш. 24.6643111° сх. д.

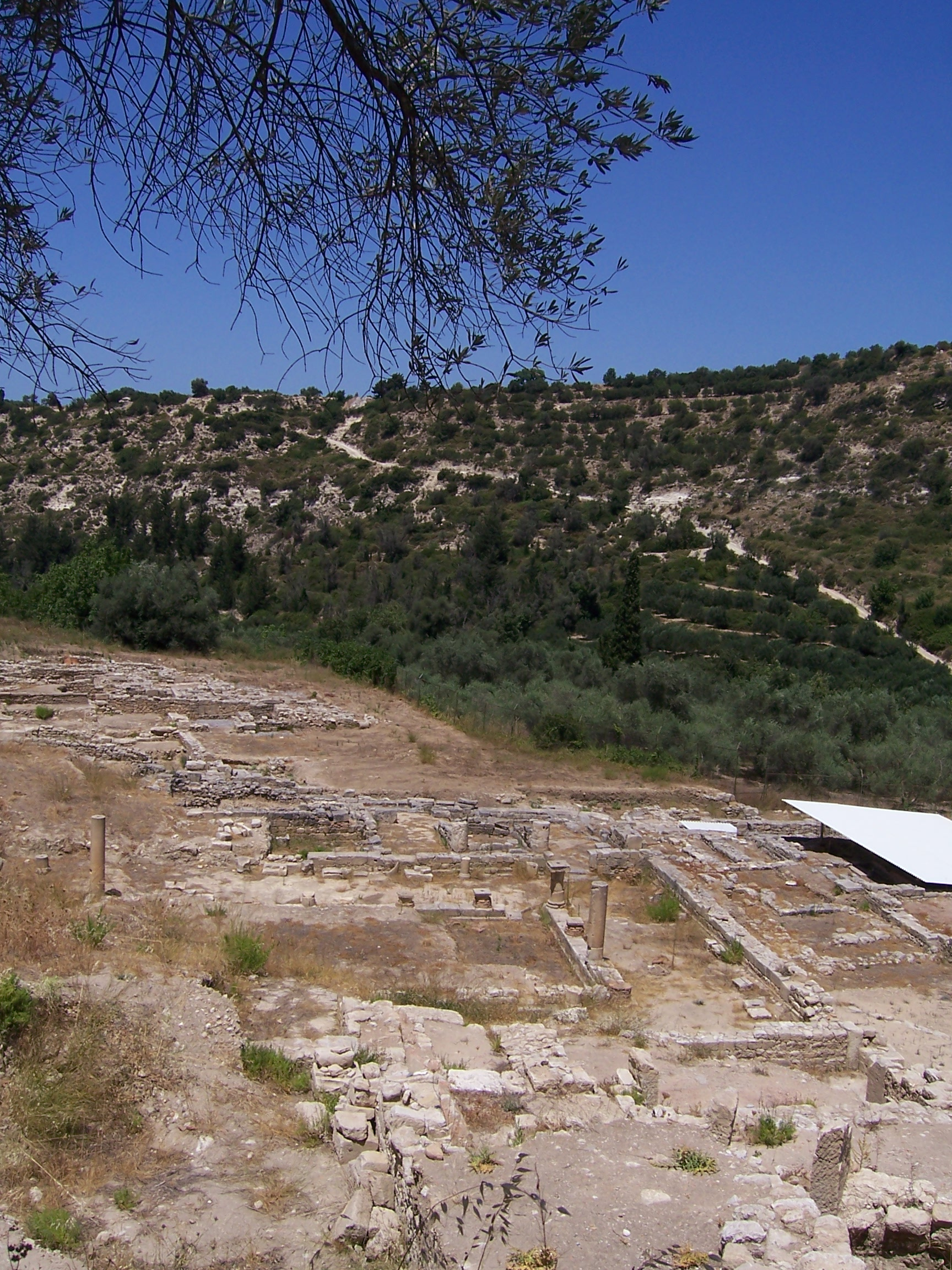
Археологічна ділянка Елевтерни

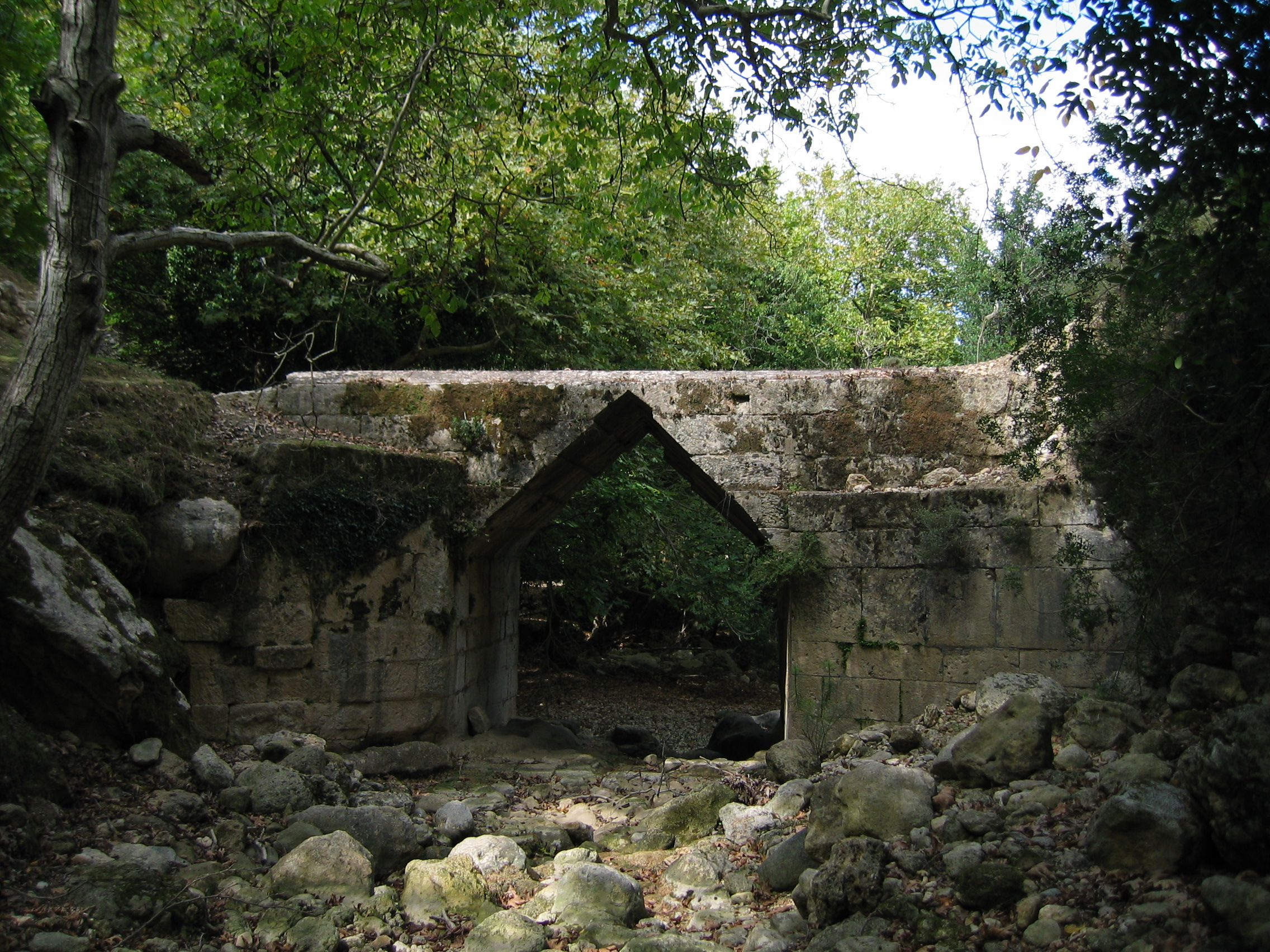
Міст в Елевтерні поблизу античного міста

Елевтерна (грец. Ελεύθερνα), іноді Елевтерни, також Аполлонія (грец. Ἀπολλωνία) — давньогрецький поліс на острові Крит, яке існувало від початку гомерівської доби до візантійської доби. Поряд із Кноссом, Фестом, Малією, Гортином, Кідонією була одним з найзначиміших міст в історії острова.
Археологічна ділянка розташована за 25 км на південний схід від сучасного міста Ретимно в номі Ретимно, поблизу гори Іда — найвищої на Криті.

## Історія
Дослідження археологічної ділянки Елевтерни здійснюється систематично з 1984 року науковцями Університету Криту. За понад два десятиліття грецькі археологи відкрили чимало подробиць життя Елевтерни, святилища та некрополі, навіть каменоломні в околицях пагорба Прінес, де нині існує однойменне село.
У 9 столітті до нашої ери в суб-мікенську добу, а точніше в геометричний етап пізнього періоду Темних століть в Греції, дорійці заселили місто на крутому, природно укріпленому хребті. За переказом, Елевтерна отримала свою назву за іменем одного з куретів, міфічного племені, що жило на Криті.
Місто опинилось на перехресті шляхів, оскільки лежало між Кідонією на північний захід та Кноссом, підконтрольними Елевтерні портами Ставроменом та Панормос, а також великими печерами зі святилищами поблизу піку Іди Ідайон-Андрон. В архаїчну добу Елевтерна розвивалась подібно до інших дорійських міст на Криті, зокрема як і Лато та Дрерос.
Після римського завоювання Криту в 67 до н. е.. Розкішні вілли, лазні та інші громадські будівлі свідчать проте, що Елевтерна залишалась процвітаючим містом й у складі Римської імперії, допоки значна частина не була зруйнована катастрофічним землетрусом в 365 році.
Відомо, що в християнську добу Елевтерна слугувала єпископським містом. В середині 7 століття єпископ Еуфраст побудував тут велику базиліку. Напади халіфа Гарун ар-Рашида наприкінці 8 століття, арабська гегемонія на Криті разом з іншим землетрусом в 796 році призвели до того, що мешканці міста остаточно залишили Елевтерну. На короткий час місто знову заселяли в добу Латинської імперії, тут існувала католицька єпархія.
В 1993 і 1994 роках були влаштовані громадські виставки, які дозволили представити багаті археологічні знахідки в Едевтерні широкій громадськості. 2004 року велика тематична виставка відбулась в Музеї кікладського мистецтва в Афінах. Також в Луврі демонструється кора, знайдена в Еллевтені — так звана, Дама із Оксера.
У вересні 2010 року поблизу міста Елевтерни відкрите поховання 7 століття до н. е. Грецькі археологи під керівництвом Ніколаоса Стамболідіса, професора археології, директора Музею кікладського мистецтва, знайшли скелет жінки, вкритий зотлілим саваном, на який було нашито близько 3 тисяч шматочків золотих пластинок розміром до 4 см. Серед пластинок знайдена золота брошка у вигляді бджоли-богині, характерної для мікенських толосних поховань. Численні артефакти були визнані науковим співтовариством унікальними, а Археологічний інститут Америки відтоді включив Елевтерну до переліку найзначиміших археологічних ділянок світу.